# India Sherret
India Marie Sherret (* 29. Mai 1996 in Cranbrook, British Columbia) ist eine kanadische Freestyle-Skierin. Sie startet in der Disziplin Skicross.

## Werdegang
Sherret trat international erstmals im Januar 2012 bei den Olympischen Jugend-Winterspielen in Innsbruck in Erscheinung, wobei sie den vierten Platz errang. In den folgenden Monaten errang sie im Nor-Am-Cup fünfmal den zweiten Platz und wurde damit Zweite in der Skicrosswertung. Bei den Juniorenweltmeisterschaften 2012 in Chiesa in Valmalenco fuhr sie auf den achten Platz. In der Saison 2012/13 gewann sie mit fünf ersten sowie vier zweiten Plätzen die Skicrosswertung im Nor-Am-Cup und errang bei den Juniorenweltmeisterschaften 2013 in Chiesa in Valmalenco erneut den achten Platz. In der folgenden Saison kam sie mit drei Siegen auf den vierten Platz in der Skicrosswertung des Nor-Am-Cups und wurde im Jahr 2015 kanadische Meisterin im Skicross. Zudem holte sie bei den Juniorenweltmeisterschaften 2015 in Chiesa in Valmalenco die Goldmedaille. In der Saison 2016/17 gewann sie mit vier ersten sowie zwei dritten Plätzen und einen zweiten Platz erneut die Skicrosswertung im Nor-Am-Cup. Außerdem startete sie im Februar 2017 am Feldberg erstmals im Freestyle-Skiing-Weltcup, wobei sie den 16. Platz errang. Beim Saisonhöhepunkt, den Weltmeisterschaften 2017 in der Sierra Nevada, belegte sie den 11. Platz. In der Saison 2017/18 erreichte sie zunächst mit dem achten Platz in Val Thorens ihre erste Top-Zehn-Platzierung und später in Idre mit dem dritten Platz ihre erste Podestplatzierung im Weltcup. Sie wurde damit für die Olympischen Winterspielen 2018 in Pyeongchang nominiert, wo sie nach einem Sturz den 18. Platz errang. 
In der Saison 2018/19 erreichte Sherret mit fünf Top-Zehn-Platzierungen und in der Saison 2019/20 mit sechs Top-Zehn-Platzierungen, darunter Platz drei in Val Thorens jeweils den zehnten Platz im Skicross-Weltcup. Im Oktober 2020 erlitt sie einem Kreuzbandriss am rechten Knie und fiel damit in der Saison 2020/21 aus. Nachdem sie nach ihrer Verletzungspause die Saison 2021/22 mit nur einer Top-Zehn-Platzierung im Weltcup beendet hatte, kam sie in der Saison 2022/23 dreimal unter den ersten Zehn und erreichte damit den 14. Platz im Skicross-Weltcup. In der Saison 2023/24 fuhr sie bei 13 Weltcupteilnahmen 12-mal unter den ersten Zehn und wurde damit Sechste im Skicross-Weltcup. Dabei holte sie in Alleghe ihren ersten Weltcupsieg und belegte zudem in Veysonnaz den dritten sowie in Idre den zweiten Platz. Zu Beginn der Saison 2024/25 siegte sie in Val Thorens erneut im Weltcup und kam in Arosa auf den zweiten Platz.

## Erfolge

### Olympische Spiele
- 2018 Pyeongchang: 18. Platz Skicross

### Weltmeisterschaften
- 2017 Sierra Nevada: 11. Platz Skicross

### Weltcupwertungen
| Saison  | Skicross | Skicross |
| Saison  | Platz    | Punkte   |
| ------- | -------- | -------- |
| 2016/17 | 25.      | 47       |
| 2017/18 | 15.      | 192      |
| 2018/19 | 10.      | 321      |
| 2019/20 | 10.      | 284      |
| 2021/22 | 24.      | 105      |
| 2022/23 | 14.      | 265      |
| 2023/24 | 6.       | 605      |

### Weltcupsiege
Sherret errang im Weltcup bisher sieben Podestplätze, davon zwei Siege:
| Datum             | Ort         | Land       |
| ----------------- | ----------- | ---------- |
| 2. Februar 2024   | Alleghe     | Italien    |
| 13. Dezember 2024 | Val Thorens | Frankreich |

### Nor-Am Cup
- Saison 2011/12: 2. Skicross-Wertung
- Saison 2012/13: 1. Skicross-Wertung
- Saison 2016/17: 1. Skicross-Wertung
- 31 Podestplätze im Nor-Am Cup, davon 15 Siege

### Juniorenweltmeisterschaften
- 2012 Chiesa in Valmalenco: 8. Platz Skicross
- 2013 Chiesa in Valmalenco: 8. Platz Skicross
- 2015 Chiesa in Valmalenco: 1. Platz Skicross

### Weitere Erfolge
- 2012 Innsbruck: 4. Platz Skicross
- 5 Podestplätze im Europacup, davon zwei Siege